# Лавров, Пётр Михайлович
Пётр Михайлович Лавров (род. 9 мая 1948, с. Колыванское, Павловский район, Алтайский край) — российский учёный, физик-теоретик, доктор физико-математических наук, профессор, заслуженный деятель науки Российской Федерации.

## Биография
В 1971 году окончил физический факультет ТГУ по специальности «теоретическая физика», получил диплом с отличием.
С 1977 года — старший преподаватель, доцент, с 1985 года — завкафедрой математического анализа ТГПИ (с 1995 года — ТГПУ). Область научных интересов: классическая и квантовая электродинамика, релятивистская квантовая механика, квантовая теория калибровочных полей, гравитация, суперсимметрия.
Лавров является одним из авторов открытия нового направления исследований (известного как метод квантования Баталина — Лаврова — Тютина) и автором так называемых суперполевых методов квантования.